# Surinaamse Taekwondo Associatie
De Surinaamse Taekwondo Associatie (STA) is de officiële sportbond voor taekwondo in Suriname. De bond is gevestigd in Paramaribo en is lid van het Surinaams Olympisch Comité, de Pan-American Taekwondo Union en de International Taekwon-Do Federation.
De STA werd op 1 augustus 1977 opgericht. De eerste voorzitter was M. van Ommeren. De oprichting was het initiatief van vijf scholen: Yu-Sin van Ramon Tjon A Fat (de nieuwe ondervoorzitter), Ko Dang Kwan van Frank Doelwijt (penningmeester), Hwarang Do van Eric Lie (commissaris), Sportschool Sranang van Gerard Alberga (commissaris) en Se Jong van Lesley Zeewijk. Verder werd E. Cramer secretaris en Jos Ho Sack Wa commissaris. In december van dat jaar werden voor het eerst jeugdkampioenschappen in Suriname georganiseerd, waaraan zowel jongens als meisjes deelnamen. Ervoor vonden de kampioenschappen voor senioren plaats.
In 1984 organiseerde de STA de 44e Pan-Amerikaanse Taekwondokwampioenschappen. Ivan Fernald behaalde goud en was daarmee de eerste Pan-Amerikaanse kampioen van Suriname. Verder behaalden Surinaamse sporters tijdens dit toernooi nog twee zilveren en twee bronzen medailles.